# Bellagio (hotel)
A Bellagio (/bəˈlɑːʒi.oʊ/ bə-LAH-zhee-oh) egy luxusszálloda, üdülőhely és kaszinó a Las Vegas Stripen, Paradise városában, Nevadában. Tulajdonosa a Blackstone Inc., az üzemeltetést pedig az MGM Resorts International végzi. Steve Wynn kaszinótulajdonos indította el a Bellagio projekt ötletét, amelyet a Dunes nevű egykori hotel és kaszinó helyén építettek fel. Wynn cége, a Mirage Resorts 1992-ben vásárolta meg a Dunes-t. 1994-ben még egy francia témájú üdülő, a Beau Rivage terveit jelentették be, de 1995-ben Wynn úgy döntött, inkább az olaszországi Comói-tó mellett fekvő Bellagio faluról mintázza az új létesítményt. Az üdülőt Jon Jerde tervezte, az építkezés 1995. november 1-jén indult, a fővállalkozó pedig a Marnell Corrao Associates volt.
A Bellagio 1998. október 15-én nyílt meg, 36 emeletes tornyában összesen 3005 szobával. Az 1,6 milliárd dolláros építési költségével akkoriban a világ legdrágább üdülője volt. A nyitást követően a bevételek elmaradtak a várakozásoktól, és Wynn 2000 májusában távozott, amikor a Mirage Resorts összeolvadt az MGM Grand Inc.-vel. Az új, már MGM Mirage (később MGM Resorts) tulajdonban azonban javult a profitabilitás. 2004-ben egy 33 emeletes új hotelépülettel, benne 928 szobával bővítették a komplexumot. Az MGM 2019-ig volt a Bellagio tulajdonosa, majd 4,25 milliárd dollárért eladta azt a Blackstone Inc.-nek, de továbbra is bérleti szerződés keretében üzemelteti a szállodát.
A Bellagio egy 31 hektáros területen helyezkedik el. A komplexum része egy 14 500 m²-es kaszinó és 3933 szoba. A szálloda jellegzetes látványossága a Bellagio szökőkút, amely zenei aláfestéssel szinkronizált vízi show-t nyújt. Ez egy 3,4 hektáros mesterséges tóban zajlik, közvetlenül az üdülőhely előtt. További nevezetességei közé tartozik a Bellagio Képzőművészeti Galéria, valamint egy télikert és botanikus kert. A szálloda előcsarnokának éke a Fiori di Como, Dale Chihuly üvegművész alkotása, amely a világ legnagyobb üvegszobra.
A Bellagio számos kiváló étteremmel büszkélkedhet, köztük a Le Cirque és a Picasso, amelyet Julian Serrano séf vezet. A szállodában dolgoztak más neves séfek is, például Todd English, Michael Mina, Jean-Georges Vongerichten és Wolfgang Puck. A komplexum része egy 1800 férőhelyes színház, ahol a Cirque du Soleil vízi témájú műsorát, az O-t mutatják be. Emellett egy exkluzív bevásárlónegyed is található itt, amely olyan luxusmárkákat hozott be először Las Vegasba, mint a Chanel, a Gucci és a Prada.

## Története

### Háttér és kidolgozás
A Bellagio helyén korábban a Dunes hotel-kaszinó állt, mely 1955-ben nyitotta meg kapuit. Steve Wynn kaszinótulajdonos 1992 novemberében a Mirage Resorts nevű cégén keresztül 75 millió dollárért megvásárolta a Dunes-t, hogy lebontsa és helyére egy teljesen új üdülőkomplexumot építsen. Kezdetben öt-hat, egyenként mintegy 500 szobás épület és egy kisebb vidámpark felépítését tervezték. A Dunes bezárását követően, 1993 januárjában Wynn javasolta egy mesterséges tó kialakítását is az új projekt részeként, amely vízisíelésre és szörfözésre is alkalmas lenne. A megyei hatóságok azonban aggályokat fogalmaztak meg az 1990-es vízrendelet alapján, hogy lehetséges-e egy ilyen tó megvalósítása. Egy állami szakértő valószínűtlennek találta, hogy a tó jelentős talajsüllyedést okozna. Végül 1994 februárjában a megye módosította a rendeletet, így Wynn megkaphatta az engedélyt a tó megépítésére, feltéve, hogy az kevesebb vizet fogyaszt majd, mint a korábbi Dunes golfpálya.
1994. október 17-én a Mirage Resorts bejelentette, hogy a területen egy francia stílusú, Beau Rivage nevű üdülőhelyet szeretnének felépíteni, melynek költségvetése 700 és 900 millió dollár között lett volna. Az üdülő köré egy 50 hektáros mesterséges tavat terveztek, amelyhez a vendégek gyaloghidakon keresztül érkeznének. 1995 júliusában a Mirage Resorts nevet változtatott, és közölte, hogy az új üdülő Bellagio névre hallgat majd, az észak-olaszországi Lombardiában található Bellagio falu után. Az üdülő tervezője, Jon Jerde a Comói-tónál nyaralt, és annyira elvarázsolta a táj szépsége, hogy rábeszélte Steve Wynnt a látogatásra. Miközben Wynnn barátjával, Paul Ankaval hajózott a tavon, felfigyelt a közeli Bellagio falura, ahol fél napot töltött. Az olasz falu építészete annyira megihlette, hogy felülírta a Beau Rivage terveit, és inkább Bellagio témájú üdülőt építtetett. Később a Beau Rivage nevet egy mississippii üdülőhely kapta meg.
A Las Vegas-i projektet átdolgozták és egyszerűsítették. Ennek részeként csökkentették a tó méretét, mivel a Mirage Resorts megállapította, hogy az eredeti terv túlzott vízfogyasztással járt volna. Az eredetileg 49 emeletesre tervezett szállodatornyot is alacsonyabbra tervezték újra. A tervezés és előkészítés összesen 28 hónapot vett igénybe, 1993-tól számítva. Wynn szerint „nem volt szükség sietni, fontos volt, hogy minden részlet tökéletes legyen”. Jerde cégének négy év kellett a projekt kidolgozásához, míg a belsőépítészeti munkákat Wynn saját csapata, az Atlandia Design végezte. A Dunes épülete mellett egy Denny’s éttermet is lebontottak, hogy helyet biztosítsanak a Bellagiónak.
Az építkezés 1995. november 1-jén indult, és a nyitást eredetileg 1998 márciusára tervezték. A fővállalkozó a Marnell Corrao Associates volt. A projekt költsége többször emelkedett, részben az újabb funkciók hozzáadása miatt. A szakképzett munkaerő hiánya szintén növelte a munkabérek költségét. A beruházást több pénzügyi forrásból finanszírozták. Végül 1,6 milliárd dollárba került, ezzel a világ legdrágább üdülőhelyévé vált.
Wynn úgy képzelte el a Bellagiót, mint egy ötcsillagos üdülőhelyet, amely elsősorban olyan turistákat céloz meg, akik általában más városokat választanak úti célnak, például Párizst, Londont vagy Velencét. Úgy vélte, hogy a Bellagio „átformálja Las Vegast”, és a Mirage Resorts legambiciózusabb és legfényűzőbb projektjeként jellemezte. Wynn szerint ez lesz „a világ legromantikusabb és legvarázslatosabb helye”, valamint „a legnagyszerűbb és legszebb szálloda, amit valaha építettek”.
Az ingatlan területén számos különféle fa található. A megnyitó előtt az építők több mint egy éven át kerestek az Egyesült Államok nyugati részén olyan érett japán fagyalfákat (Ligustrum japonicum), amelyek képesek ellenállni a Las Vegas-i száraz és forró klímának. Végül megállapodás született arról, hogy mintegy 30 ilyen fát elszállítanak a kaliforniai Ventura megyei kormányzati központból, és átültetik őket a Bellagio területére, fánként közel 10 000 dolláros költséggel. Az üdülőhely medence körüli részét egy mediterrán kert veszi körül, amelyben közel 300 fenyőfa található, ezek a Dunes golfpálya korábbi növényei.

### Megnyitó

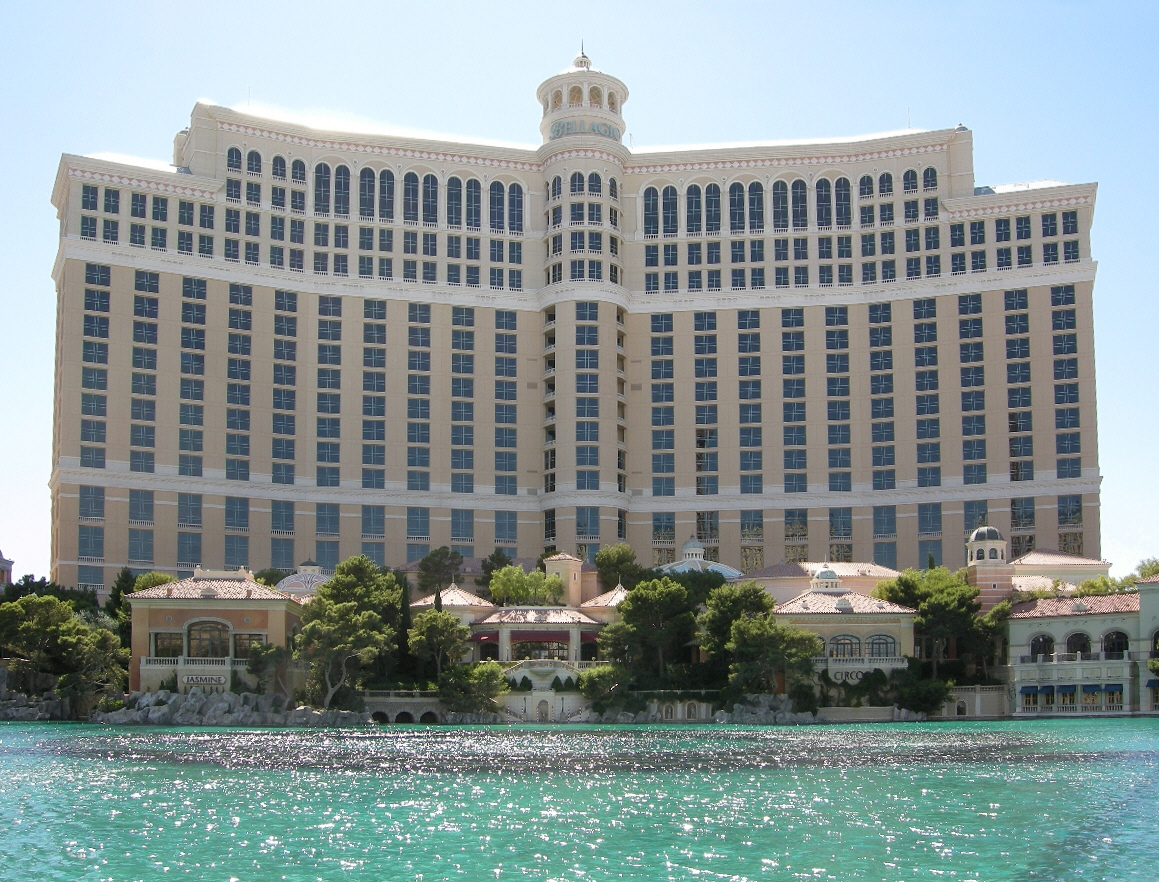
A Bellagio hotel tornya és a tó

A megnyitót hatalmas várakozás előzte meg, és már hónapokkal korábban elkezdték előkészíteni a tömegkezelési intézkedéseket. A Mirage Resorts 10 millió dolláros reklámkampányt indított, amelyben egy 60 másodperces televíziós spot is szerepelt Andrea Bocelli operaénekes közreműködésével.
A nyitás előtti VIP-partit 1998. október 15-én tartották, mintegy 1800 vendéggel, köztük Nevada kormányzójával, Bob Millerrel. A nyilvános megnyitó este 10:45-kor kezdődött, amikor a bejutásra várakozók száma elérte a 25 000 főt. Az első nap végére több mint 80 000 látogató érkezett az üdülőhelyre.
A komplexum 3005 szobával, kaszinóval, valamint prémium üzletekkel és éttermekkel várta a vendégeket. A fő attrakció a 8,5 hektáros mesterséges tóban rendezett Fountains of Bellagio vízi show volt. Ezen túlmenően télikert és 285 millió dollárból kialakított Bellagio Képzőművészeti Galéria is helyet kapott. A bevételek több mint fele a szerencsejátékon kívüli szolgáltatásokból származott. A Bellagio 9500 embert foglalkoztatott, ebből 3200-an más Mirage Resorts ingatlanoktól érkeztek. A kaszinó vezetője Bobby Baldwin volt.
A Bellagio rendkívül pozitív fogadtatásban részesült. A kialakított luxusszínvonal más las vegasi üdülőhelyek számára is példaként szolgált, hogy magasabb színvonalra törjenek. Irwin Molasky, helyi fejlesztő szerint: „Életünk során véleményem szerint soha nem látunk még egy ilyen gyönyörű és elegáns épületet vagy hotelt.” A Las Vegas Sun újságírója úgy fogalmazott, hogy a megnyitó „minden tekintetben új mérföldkő volt Las Vegasban”, és az üdülő minden várakozást felülmúlt. Steve Friess később a megnyitót egy sorsfordító eseménynek nevezte Las Vegas történetében: „Egy valódi luxusüdülőhely megjelenése, kifinomult éttermekkel, vásárlási lehetőségekkel és szolgáltatásokkal jelentette azt a fordulópontot, amely világossá tette: Vegas már nem giccses.” Az olaszországi Bellagio falu lakói azonban állítólag kevés hasonlóságot véltek felfedezni saját településük és a las vegasi üdülőhely között.

### Tulajdonosi változások és bővítés
A Bellagio megnyitásakor a szobák átlagára éjszakánként 200 dollár volt, szemben a Strip többi üdülőhelyének 81 dolláros átlagával. Az első bevételek azonban elmaradtak a várttól: 1999-ben 260 millió dollár készpénzáramlást produkált a Bellagio, ami több mint 40 millió dollárral kevesebb volt Steve Wynn előrejelzéseinél. Egy 1300 szobás bővítés terveit 2000 márciusában felfüggesztették, mivel a Mirage Resorts ekkor fejezte be az egyesülést az MGM Grand Inc.-vel. A tranzakció 2000 májusában zárult le, és így a Bellagio az MGM Grand tulajdonába került. Wynn nem bánta a tulajdonosváltást, hiszen mindig az új projektekre koncentrált, és számára az építés és tervezés jelentett igazán élvezetet. Az év végén a cég MGM Mirage névre váltott, és a Bellagio pénzügyi helyzete javult az új tulajdonos alatt, ami miatt ismét felmerült a szálloda bővítésének lehetősége.
A második torony építésének terveit 2002 augusztusában erősítették meg, egy 375 millió dolláros fejlesztés részeként. Az új Spa Tower a fő toronytól déli irányban épült, és közvetlen hozzáférést biztosított a wellnessközponthoz. A bővítés magában foglalt egy további spa-részleget, szépségszalont, továbbá bővült a konferenciaterület és a kereskedelmi egységek száma, valamint egy új étterem is nyílt. A kivitelezői munkákat ismét a Marnell Corrao Associates végezte. Az építkezés 2003 áprilisában indult, a torony a következő év tavaszán érte el a legmagasabb pontját, majd 2004. december 23-án adták át. Az új épülettel 928 szobával nőtt a kapacitás, így összesen 3933 szoba áll rendelkezésre. A konferenciaterület mérete 19 000 négyzetméterre nőtt. Az üdülőhely a bővítés kapcsán 1 400 új munkatársat vett fel, így a dolgozók száma elérte a 10 000 főt.
2004-re a Bellagio vált Las Vegas legjövedelmezőbb szálloda-kaszinójává. 2012-ben az MGM és a Suning Real Estate bejelentette, hogy a Bellagio névhez kapcsolódóan egy 200 szobás hotelt építenek Sanghajban, amely végül 2018-ban nyitotta meg kapuit. A megnyitását követő húsz évben a Bellagio továbbra is a Las Vegas Strip egyik legkedveltebb üdülőhelye maradt.
2019 októberében az MGM Resorts bejelentette, hogy 4,25 milliárd dollárért eladja a Bellagio szállodát a Blackstone Inc.-nek. Az ügylet részeként a két cég létrehozott egy közös vállalkozást, amely tulajdonába került a Bellagio, majd bérleti szerződés alapján évente 245 millió dollárért visszabérli azt az MGM Resorts. Az eladás 2019 novemberében zárult le. A megállapodás értelmében az MGM öt százalékos részesedést szerzett a közös vállalkozásban, és a bérleti konstrukción keresztül továbbra is üzemelteti az üdülőhelyet.
2023 júliusában az MGM Resorts bejelentette, hogy megállapodást kötött a Marriott Internationallel annak érdekében, hogy ingatlanjai bekerüljenek a Marriott nemzetközi foglalási rendszerébe, valamint a Bonvoy hűségprogramba. Az új partnerség 2024-ben lépett életbe, és ennek keretében a Bellagio a Marriott „The Luxury Collection” márkájának részeként szerepel, Bellagio, a Luxury Collection Resort & Casino, Las Vegas néven. 2023 augusztusában a Blackstone 21,9 százalékos tulajdonrészét eladta a Bellagio üdülőben a Realty Income nevű ingatlanbefektetési társaságnak 950 millió dollárért. Ez a tranzakció a Bellagio értékét 5,1 milliárd dollárra becsülte, és a Blackstone tulajdoni hányadát 73,1%-ra csökkentette, miközben az MGM Resorts megőrizte 5%-os részesedését az ingatlanban.

## Szolgáltatások

### Kaszinó

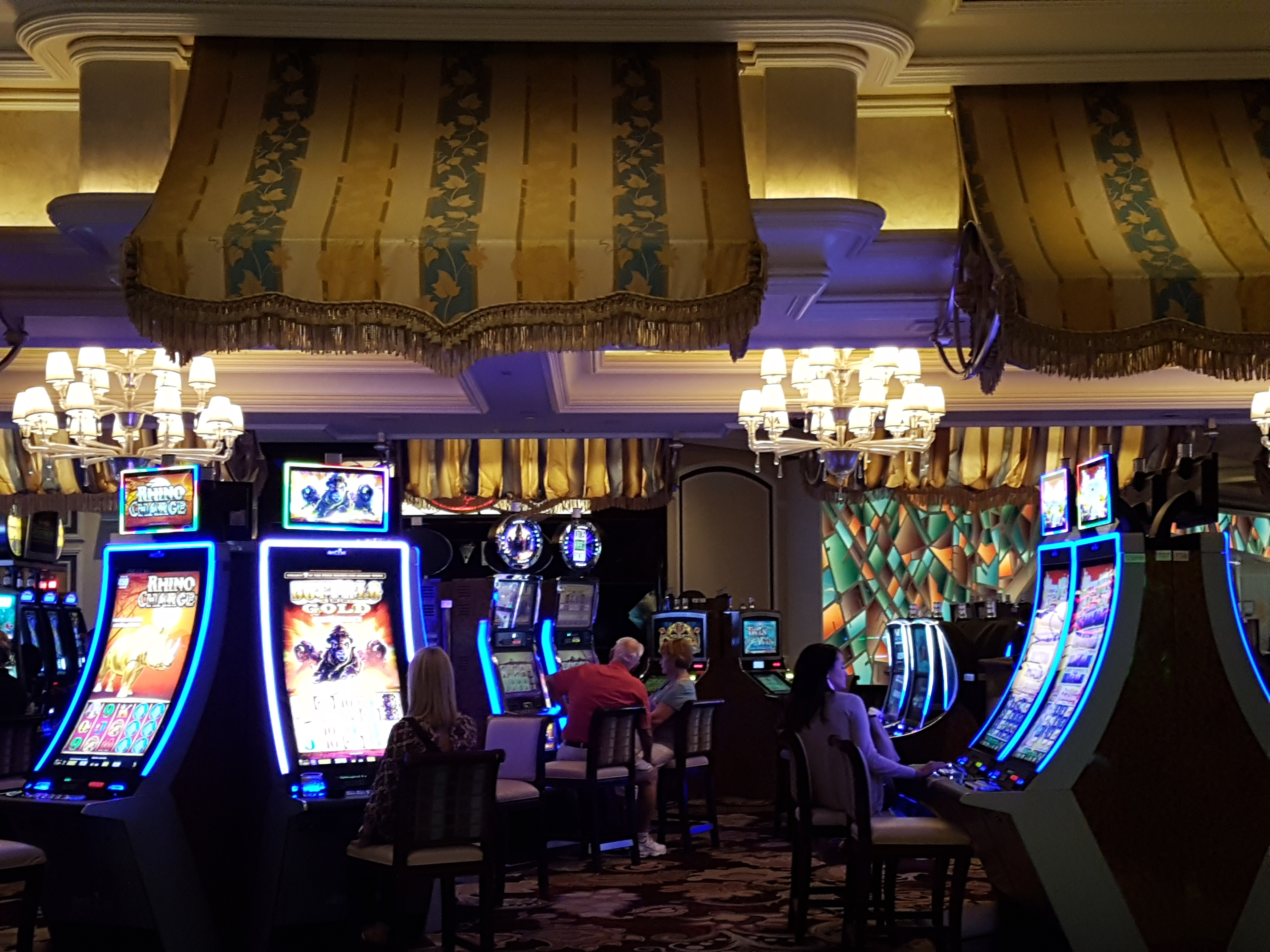
A hotel kaszinó részlege

A Bellagio kaszinója 14 500 m²  területen működik. Megnyitásakor 2700 nyerőgép és 173 asztali játék várta a vendégeket. A nyerőgépek fölé csak kevés felirat került, mivel Wynn azt szerette volna, hogy inkább az épület látványa domináljon. 2003-ra a kaszinóból származó bevételek már a teljes üdülőhelyi forgalom kevesebb mint felét tették ki. A pókertermet 2004-ben bővítették a játék népszerűsödése miatt.
A kaszinó egy exkluzív, magas tétes pókerteremmel is rendelkezik, amely kezdetben Bobby’s Room néven futott, a Bellagio akkori elnökéről és MGM-veterán Bobby Baldwinról elnevezve. 2018-ban a legalacsonyabb beülő 20 000 dollár volt. Ez volt Las Vegas legjelentősebb magas tétű pókerterme egészen 2009-ig, amikor az Aria üdülőhely is megnyitotta luxuskategóriás pókertermét, alternatívát kínálva a játékosoknak. 2020 októberében az MGM csendben Legends Room-ra keresztelte át a termet, két esztendővel azután, hogy Baldwin elhagyta a vállalatot.
A Bellagio 2002-ben indította saját pókertornáinak sorozatát. Emellett itt rendezik évente a WPT Five Diamond World Poker Classicot és a Five-Star World Poker Classicot is.
2013-ban a Bellagio megnyitotta a Villa Privé elnevezésű, 240 m²-es exkluzív kaszinótermét, amit kizárólag a legmagasabb téteken játszó vendégek használhatnak.

### Hotel

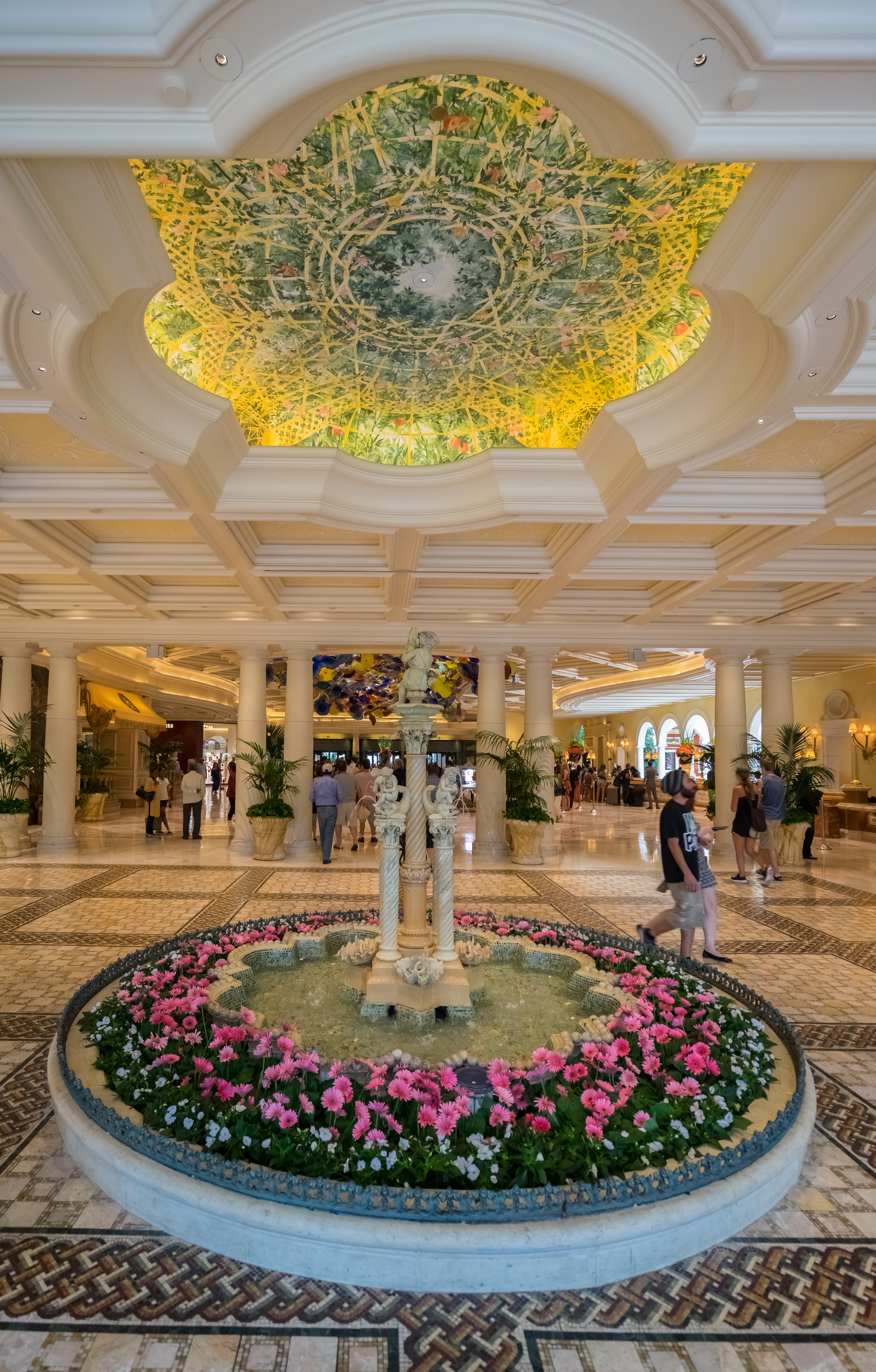
A szálloda előcsarnokában egy felújított, 19. századi szökőkút található

A Bellagio szállodának összesen 3933 szobája van. Eredetileg 3005 szobával nyitott, ebből 401 volt lakosztály. A főtorony szobáit 2003-ban újították fel, majd 2004-ben elkészült a Spa Tower, amely további 928 szobát adott hozzá, így érve el a jelenlegi kapacitást. Az eredeti torony 36 emeletes, míg a Spa Tower 33 szintes.
2007-ben a szálloda lakosztályait és a Spa Tower szobáit is felújították. A főtorony szobáinak 2011-es felújítása hat hónapon át tartott, és 70 millió dollárba került. A Spa Tower szobáit 2012-ben kezdték megújítani, és 2013-ban fejezték be, összesen 40 millió dollár értékben. 2014 és 2015 között a főtorony lakosztályait is felújították, ami egy 165 millió dolláros, 2011-ben kezdődött átfogó renoválási projekt utolsó szakasza volt. 2021-ben ismét renoválták a főtorony szobáit, továbbá a Spa Tower 110 millió dolláros felújítása 2023 októberére volt tervezve.
A 370 m²-es Chairman Suite-ben beltéri kert, házimozi rendszer, több kandalló, bár és állandó inasszolgálat áll rendelkezésre.
A szálloda előcsarnokában, az Üvegház közelében egy felújított, 19. századi szökőkút áll. Emellett 2015-ben a főbejárat elé helyeztek egy szobrot, amely a Föld elemeit szimbolizálja; az alkotást Masatoshi Izumi készítette, aki négy, egyenként legalább 7700 kilogrammos bazaltkőből faragta ki kézzel.

### Éjszakai klubok és bárok
Az elegáns Light nevű éjszakai klub 2001 decemberében nyílt meg. Tulajdonosai Chris és Keith Barish, valamint Andrew Sasson voltak, és a New York-i azonos nevű klub szolgált inspirációként. A las vegasi helyszín hamar népszerűvé vált a hírességek körében. A Light 2007 szeptemberében bezárt, és helyét egy új, prémium éjszakai klub, a The Bank vette át, amelyet Sasson cége, a The Light Group működtetett. A 610 m²-es klubban két bár és három állandó DJ dolgozott. A turisták mellett a helyieket is különféle promóciókkal és versenyekkel vonzotta, de 2018-ban végül megszűnt.
2011 márciusában az SBE Entertainment Group bejelentette, hogy a Hyde Lounge klubbrandet hozza a szállodába, a Fontana Bar helyére. A Hyde Bellagio 2011. december 31-én nyitotta meg kapuit. A 930 m²-es helyszínen 40 asztal és 714 fős befogadóképesség állt rendelkezésre, kültéri ülőhelyekkel, amelyek rálátnak az üdülőhely szökőkútjaira. A Hyde Bellagio 2019 júliusában zárt be, és a helyét a Mayfair Supper Club vette át.
2012 februárjában a The Light Group megnyitotta a Lily Bar & Lounge-t, amely szintén működött éjszakai klubként. Az üdülőhely bárjait egy italelosztó szoba szolgálja ki, ahol 1800 üveg szeszes ital található. Az italokat a resort 53 bárjának bármelyikébe szállítják, 300-tól akár 3000 méteres távolságra is.

### Éttermek
A Bellagio eredetileg 16 különböző étteremmel nyitott, amelyek közül többet díjnyertes séfek vezettek. A Picasso egy francia étterem Julian Serrano séf irányításával, ahol Pablo Picasso művei díszítik a falakat. Todd English megnyitotta az Olives nevű mediterrán éttermet, mely nevét egy bostoni étterméről kapta. A szállodához tartozott még a Circo és a Le Cirque is, amelyeket a Maccioni család üzemeltetett, és New York-i nevük ihlette őket. A Circo olasz, míg a Le Cirque francia ételeket kínált, utóbbi elegáns cirkuszi hangulattal.
Az éttermek között megtalálható volt az 500 férőhelyes Buffet at Bellagio, a Jean-Georges Vongerichten séf vezette Prime steakhouse, az Aqua nevű 150 férőhelyes tenger gyümölcseit felszolgáló hely San Franciscóból, amit Michael Mina séf felügyelt, illetve a 24 órás Bellagio Café. Számos helynek volt olyan terasza, mely a Bellagio tavára nézett.
2004-ben az Aqua nevű éttermet átkeresztelték Michael Mina étteremre, majd ugyanebben az évben a Spa Towerben megnyílt a Sensi. Jean-Philippe Maury cukrászdát is nyitott, ahol a világ legnagyobb, 8 méter magas csokoládékútja található.
Tizenöt évvel a megnyitás után a legtöbb eredeti étterem még mindig népszerű volt. A Circo 2014-ben bezárt, egy évvel később pedig Julian Serrano Lago nevű olasz étterme vette át a helyét, amely olasz futurizmus ihlette dizájnnal rendelkezik. A szerencsejátékosok körében kedvelt Snacks 2015-ben felújításon esett át.
A Sensit 2011-től Roy Ellamar vezette, majd 2015-ben bezárt, helyére Ellamar új egészségtudatos étterme, a Harvest nyílt, amely a friss alapanyagokra helyezi a hangsúlyt. Az Olives 2018 elején bezárt, helyét Wolfgang Puck Spago étterme vette át. A manhattani Sadelle's étterem 2019-ben Las Vegasban, a Bellagióban nyitotta meg új helyszínét a korábbi kávézó helyén.
A Mayfair Supper Club, amely élő szórakozást kínál, 2019 utolsó napján nyílt meg, a Bellagio szökőkutakra néző kilátással. A Le Cirque 2020 márciusában, a Covid19-járvány idején zárt be, majd 2021 októberében újranyitott.
A dolgozók számára készült Mangia nevű étkező büfé rendszerben működik, napi szinten több ezer munkavállalót lát el, és a szálloda tetején lévő fűszerkert friss alapanyagokat biztosít néhány étterem számára.

### Üzletek
A szálloda megnyitása óta működtet egy exkluzív üzletnegyedet, amely Via Bellagio néven ismert. Az üzletek között olyan neves márkák találhatók, mint az Armani, Chanel, Fred Leighton, Gucci, Hermès, Prada és Tiffany & Co. Ez volt az első alkalom Las Vegasban, hogy ilyen luxusmárkák saját üzleteit nyitották meg, mivel a Via Bellagio volt az első kiskereskedelmi központ a városban, amely kifejezetten a prémium márkákra összpontosított. A 2004-es bővítés során további üzlethelyiségeket alakítottak ki.

## Nevezetességek

### A Bellagio szökőkútjai

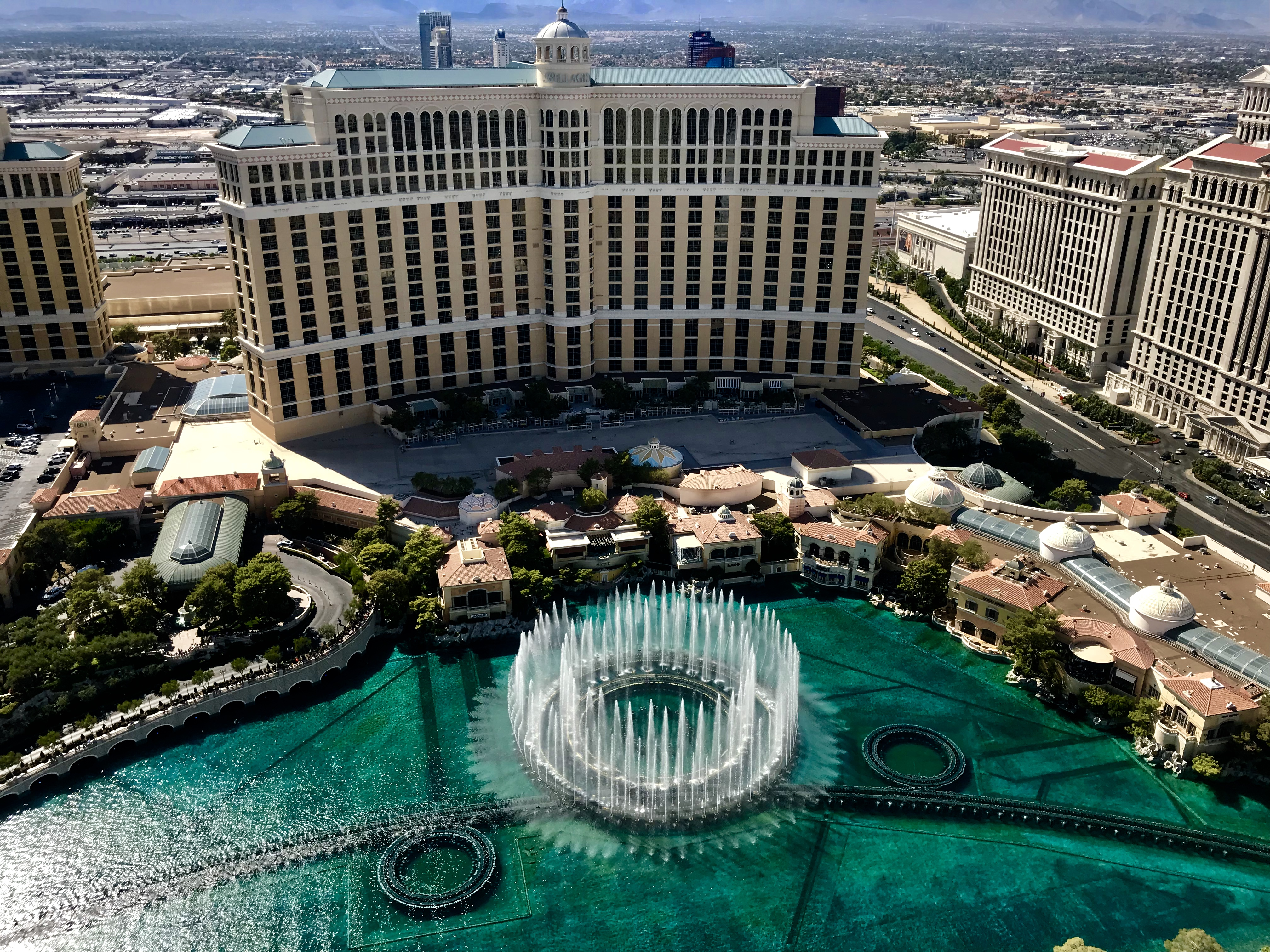
A Bellagio szökőkút-showja

A Bellagio szökőkútjai egy 8,5 hektáros tónál ingyenesen megtekinthető zenés előadásokat kínálnak. Minden show egy adott dalhoz vagy zeneszámhoz van megkomponálva, melyek különböző zenei műfajokból származnak. A szökőkutak a zene ritmusára táncolnak, és a vízsugarak akár 140 méter magasra is felszökhetnek. Ez a látványosság rendkívül népszerű, és az Egyesült Államok egyik leggyakrabban fotózott helye. Időnként a tónál színpadot is építenek különféle események – például koncertek, vagy a 2022-es NFL draft egy részének – számára. 2018 októberéig több mint 240 000 szökőkút-show-t rendeztek itt.
A szökőkutak működésében időről időre szünetek voltak: például 2004-ben egy háromnapos áramszünet miatt, illetve 2020 márciusában a Covid19-járvány idején ideiglenesen leálltak. Műszaki problémák ritkán okoztak megszakítást, 2005-ig összesen öt ilyen esetet jegyeztek fel. 2012-ben a TripAdvisor a turisták értékelése alapján a Bellagio szökőkutakat a világ legnépszerűbb és legbeszéltebb látványosságai közé sorolta, a listán 16 kiemelt attrakció között szerepeltek. A 2013-as Travelers’ Choice díjátadón az Egyesült Államok legjobb turisztikai helyszínévé választották, és a világ 12 legjobbja közé is bekerültek.

### Üvegház és botanikus kert
A szállodához tartozik egy 1 250 négyzetméteres üvegház és botanikus kert, amely a hotel előcsarnokával szemben található, és ingyenesen látogatható a nagyközönség számára. Naponta átlagosan 20 000 látogatót fogad. A Conservatory eredetileg szabadtéri kertként volt tervezve.
Az üvegház évente öt különböző tematikus dekorációt mutat be: a kínai újévet, tavaszt, nyarat, őszt és telet. Januártól március közepéig a kínai újévre jellemző broméliák és orchideák, valamint az adott év kínai állatövi jegye szerepel a kiállításban. Ezután a tavaszi dekoráció következik, amely májusig tart, és gyakran tartalmaz pillangóházat és különféle trópusi virágokat.
A Memorial Day hétvégéjétől az egész üvegház az amerikai nyár témáját idézi, középpontjában a Szabadság Harangjának nagyméretű másolatával és az amerikai zászlókkal. Ebben az időszakban a díszítés főként piros, fehér és kék színekből áll, és a hortenzia virág dominál. Szeptember végétől hálaadásig az őszi dekoráció keretében sokféle krizantém és nagyméretű tökök jelennek meg. Hálaadás után kezdődik a téli ünnepi dekoráció, melynek fő eleme egy nagy karácsonyfa és számos mikulásvirág. A 2012-es ünnepi kiállításon egy életnagyságú cukorfalu is megjelent, amelynek elkészítése hónapokat vett igénybe. A kiállításokat egész évben illatos virágok és általában szökőkutak teszik még látványosabbá.
Egy-egy szezonális kiállítás előállítása körülbelül 1 millió dollárba kerül. A díszítő elemeket tárolják, hogy a jövőben újra használhassák. Az előkészületeket előre megtervezik, és több mint 100 munkás dolgozik a kiállítás megvalósításán néhány nap alatt. Az üvegház évente több ezer növényt és virágot használ fel. 2018-ig összesen hatmillió növényt használtak fel közel 100 különböző kiállításon, és több mint 150 millió látogató érkezett az üvegházba. 2022-ben új szolgáltatásként megjelent a Garden Table nevű étkezési élmény, amely ülőhelyeket kínál közvetlenül az üvegház mellett.

### Bellagio Képzőművészeti Galéria
A szálloda közösségi tereiben található számos műalkotás mellett a Bellagio Képzőművészeti Galéria is az ingatlan része. A galéria a szállodával egy időben nyitott meg, eredetileg azért, hogy bemutassa Wynn magángyűjteményét, valamint a Mirage Resorts tulajdonában lévő műveket. A tulajdonosi változásokat követően, 2000 után a galéria időszakos kiállítások helyszínévé vált, ahol múzeumoktól kölcsönzött műtárgyakat állítanak ki.

### Fiori di Como
A szálloda előcsarnokának mennyezetéről egy hatalmas, körülbelül 190 négyzetméteres műalkotás lóg, amely változatos színű virágokat ábrázol. Ez a látványosság nagyon népszerű, és ingyenesen megtekinthető. A művet Fiori di Como („Como virágai”) néven ismerik, és az üvegművész Dale Chihuly készítette. Wynn felkérte őt, hogy alkosson egy művet a szálloda számára, ám csak hat hónapnyi ötletelés után született meg a végleges koncepció. Elaine Wynn, a tulajdonos felesége így mesélte el az alkotás születését: „Átmentünk Dale-hez, ahol az úszómedencéje alján egy üveginstallációt láttunk. Én pedig megjegyeztem, hogy ezt szeretném a Bellagio előcsarnokának mennyezetén látni. Így született meg az ötlet.”
A Fiori di Como elkészítésére összesen két évig dolgoztak, és a kész mű nagyobb lett, mint Chihuly eredetileg tervezte: „Minden alkalommal, amikor Steve meglátta, még többet kért.” Mivel a szobor Las Vegasban kapott helyet, a művész bátrabban használta a színeket és formákat: „Remek alkalomnak tartottam, hogy élénk, gazdag színeket alkalmazzak, és egy kicsit merészebb legyek.” A színek eléréséhez különféle fém-oxidokat alkalmaztak az üvegkészítés során. A szobor több mint 2100 különböző színű üvegből áll.
A mű 20 méter hosszú és 9 méter széles, súlya pedig meghaladja a 18 000 kilogrammot, melyet egy 4500 kilogrammos acélszerkezet tart. A Fiori di Como a világ legnagyobb üvegalkotása, és jelentősen hozzájárult Chihuly ismertségéhez a nagyközönség körében. Bár a készítés költségeit sosem hozták nyilvánosságra, becslések szerint 1 és 10 millió dollár közé esik, 2017-ben pedig legalább 8 millió dollárra becsülték az értékét. A mű nagy sikert aratott a vendégek körében, ami ösztönözte Chihuly-t és a Bellagiot, hogy 2001-ben közösen nyissanak egy üzletet a szálloda üvegházában. Az üzletben Chihuly műalkotásai, többek között a Fiori di Como ihlette virágformák, valamint könyvek és videók is kaphatók.

## Élő előadások
Wynn megbízta Sandy Gallin tehetségmenedzsert, hogy menedzselje az üdülőhely élő szórakoztató műsorait. A kaszinó megnyitásakor több előadóhelyszín is rendelkezésre állt, például a 250 férőhelyes Fontana Lounge és a 70 férőhelyes Allegro Lounge. A Fontana korai időszakában olyan előadók léptek fel, mint Michael Feinstein és Loston Harris.
A Bellagio megnyitása óta látható a Cirque du Soleil víziháttérrel rendelkező előadása, az O, amelyet egy 1800 férőhelyes operaházban mutatnak be, ahol a színpad egy kis tó felszínén helyezkedik el. A produkció előállítása mintegy 100 millió dollárba került, így akkoriban ez volt Las Vegas legdrágább színházi műsora.
A 2000-es évek elején a Cheval nevű lótematikájú előadás is futott, amelyet egy sátorban tartottak a szálloda mellett. Az előadás alkotója Gilles Ste-Croix volt, aki a O műsort is segített megalkotni.

## A populáris kultúrában
A Bellagio központi helyszínként jelenik meg a 2001-es Ocean’s Eleven – Tripla vagy semmi című filmben, ahol egy tolvajcsapat azt tervezi, hogy kirabolja a szálloda páncéltermét. A filmben több része is megjelenik a szállodának. Azt a lépcsőt, amelyen Tess Ocean (Julia Roberts) karaktere lejön, később elbontották, hogy helyet adjanak a Spa Tower építésének.
A Bellagio feltűnik a 2007-es Szerencse dolga című filmben is. A film ugyan 2003-ban játszódik, de mivel a pókerszobát azóta felújították, a készítők Los Angelesben, egy díszletként megépített eredeti másolatban forgatták le a jeleneteket.
A szálloda szökőkútjai is számos filmben megjelennek.

## Galéria

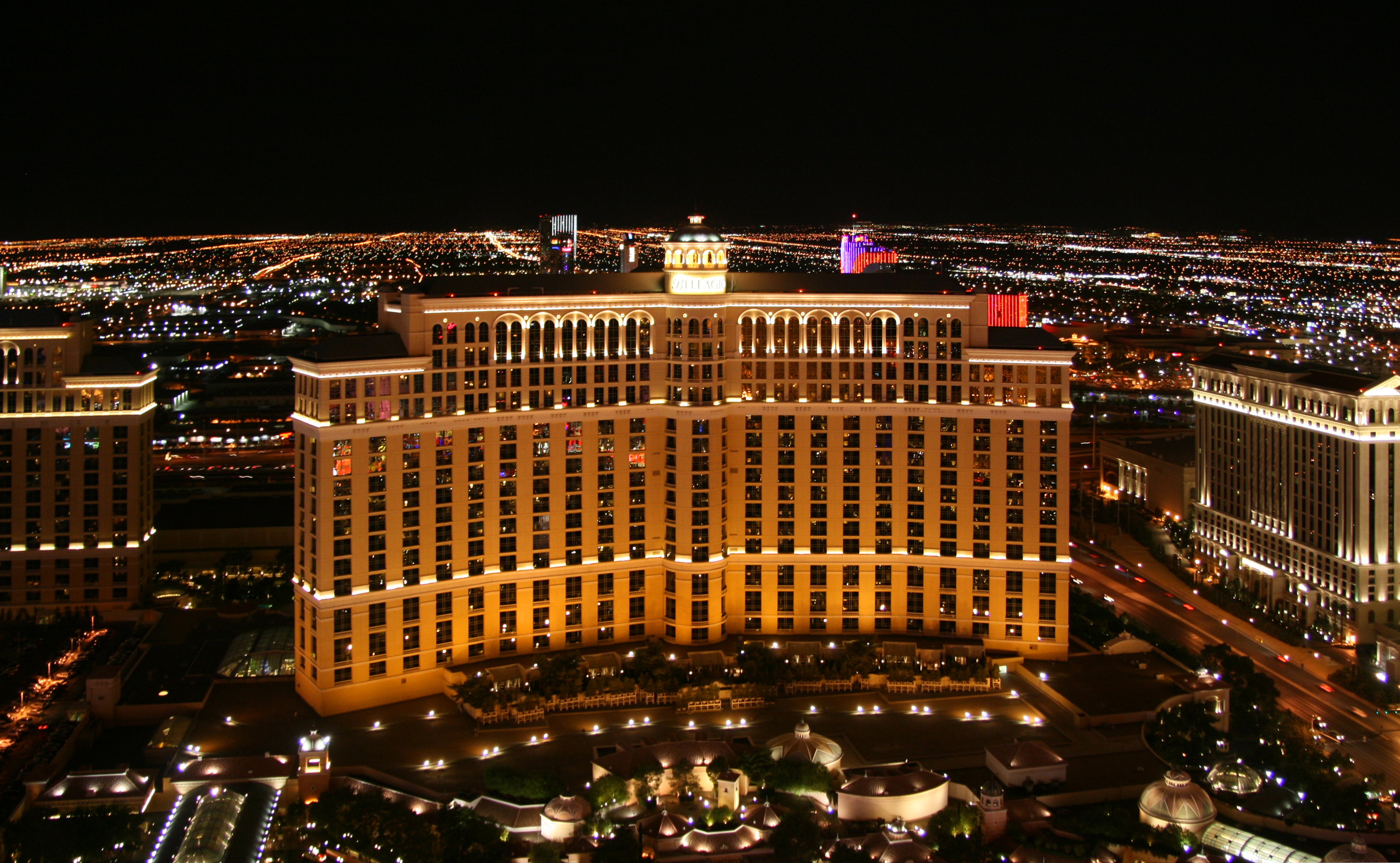
Főtorony éjszaka
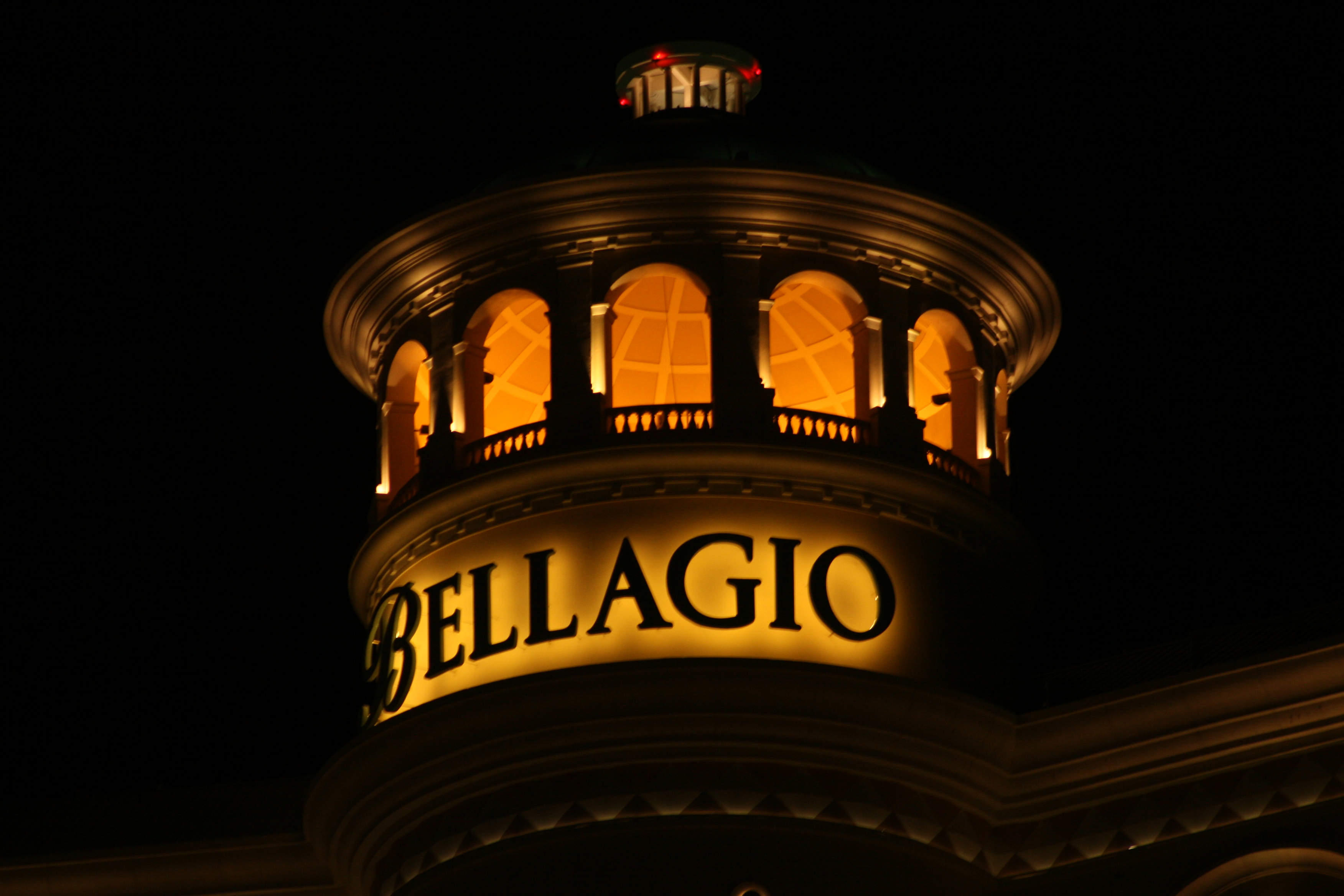
A főtorony teteje
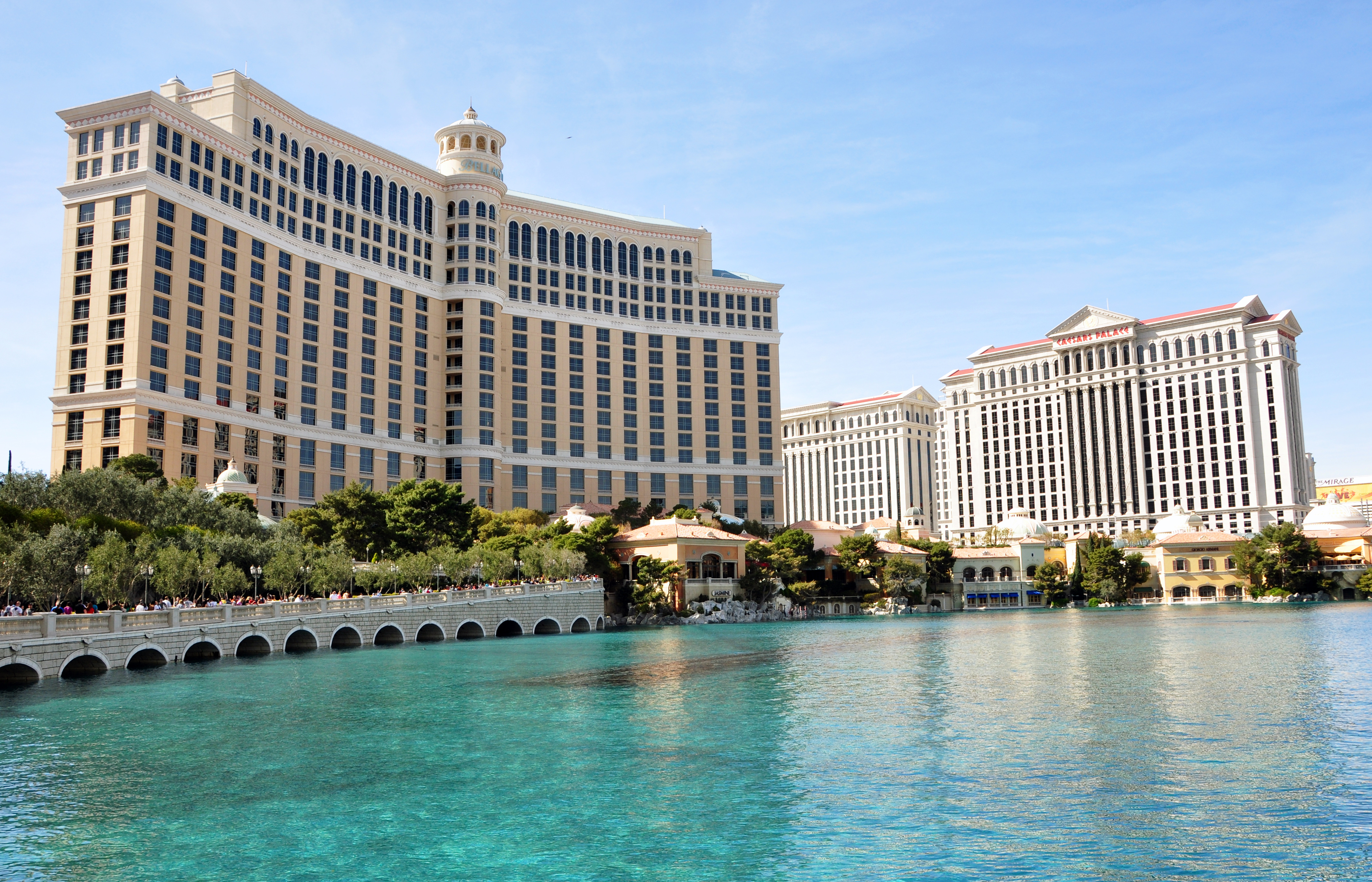
A Bellagio és a Caesars Palace
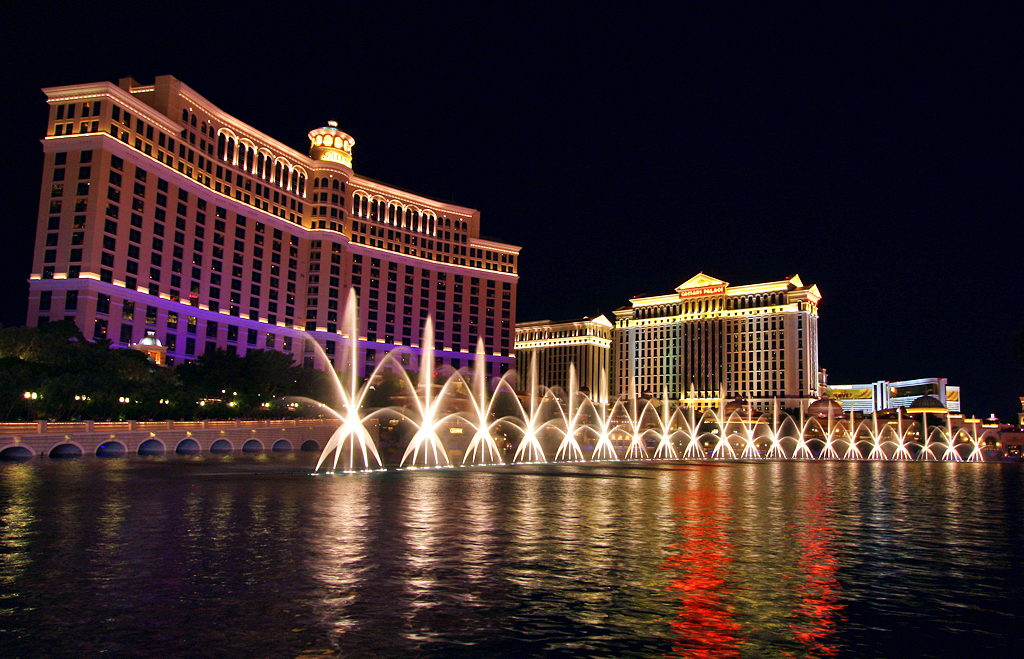
A Bellagio szökőkútjai éjszaka
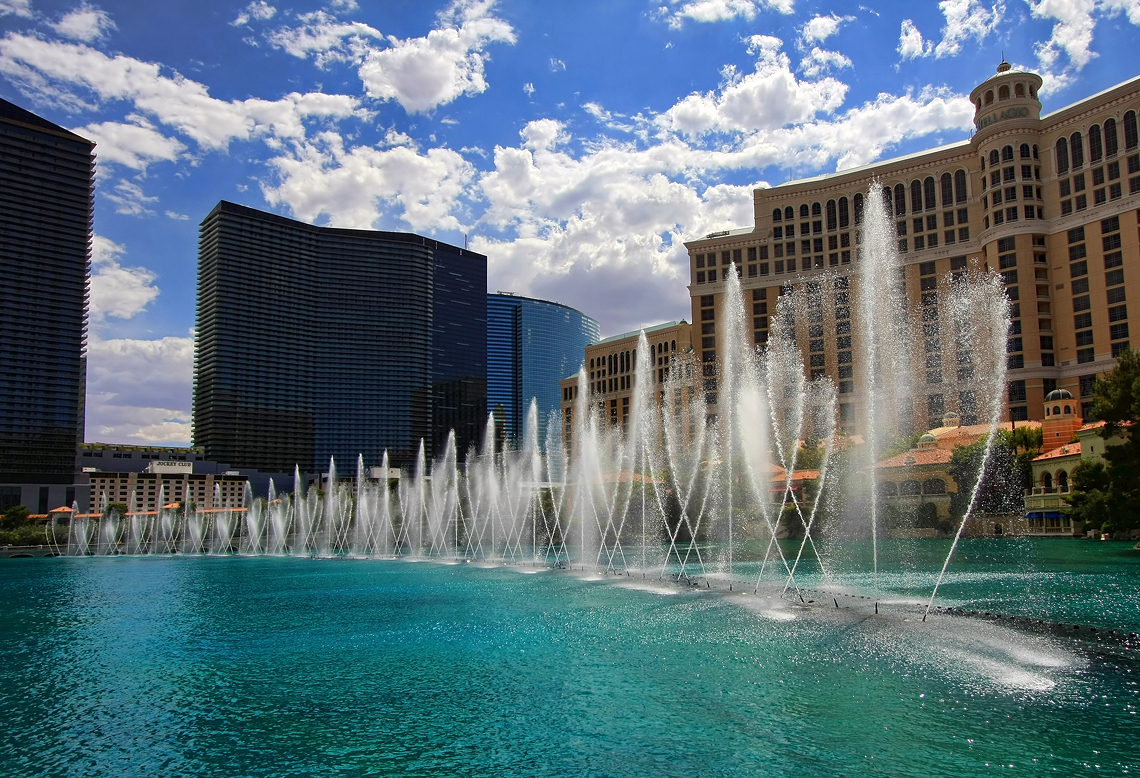
A szökőkutak napközben
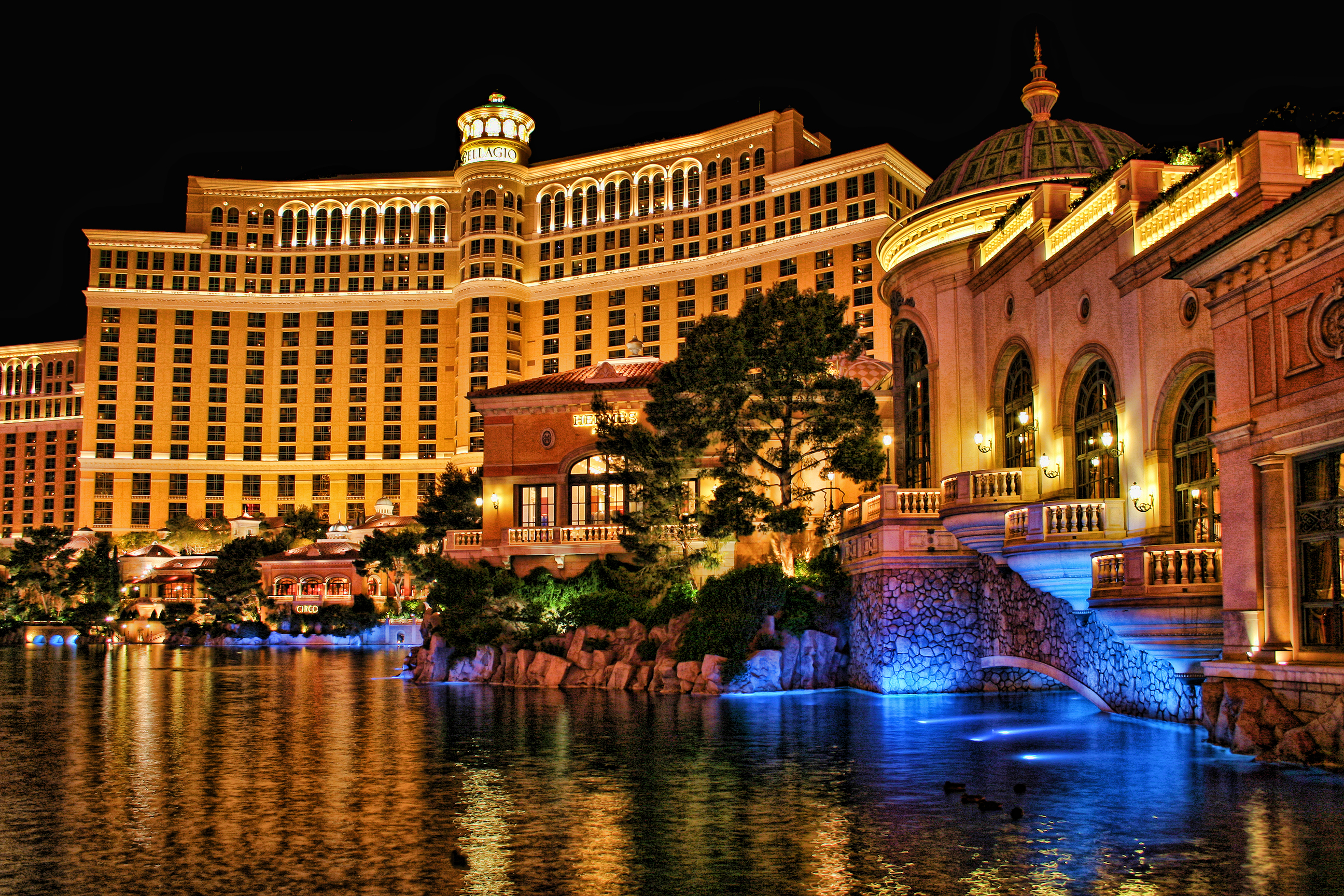
A főtorony és az üzletek
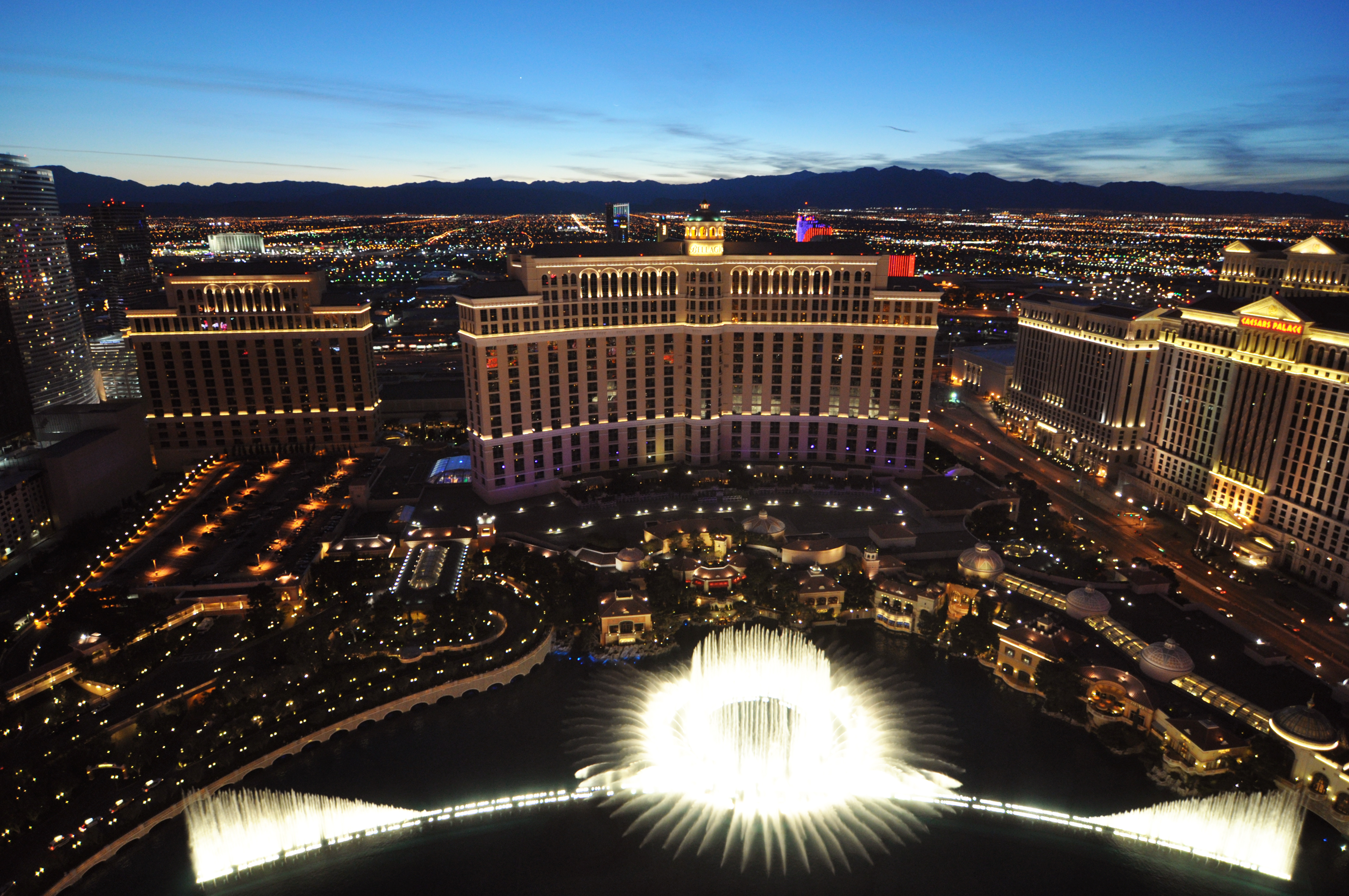
A szökőkutak éjszaka, a Paris Las Vegasból nézve
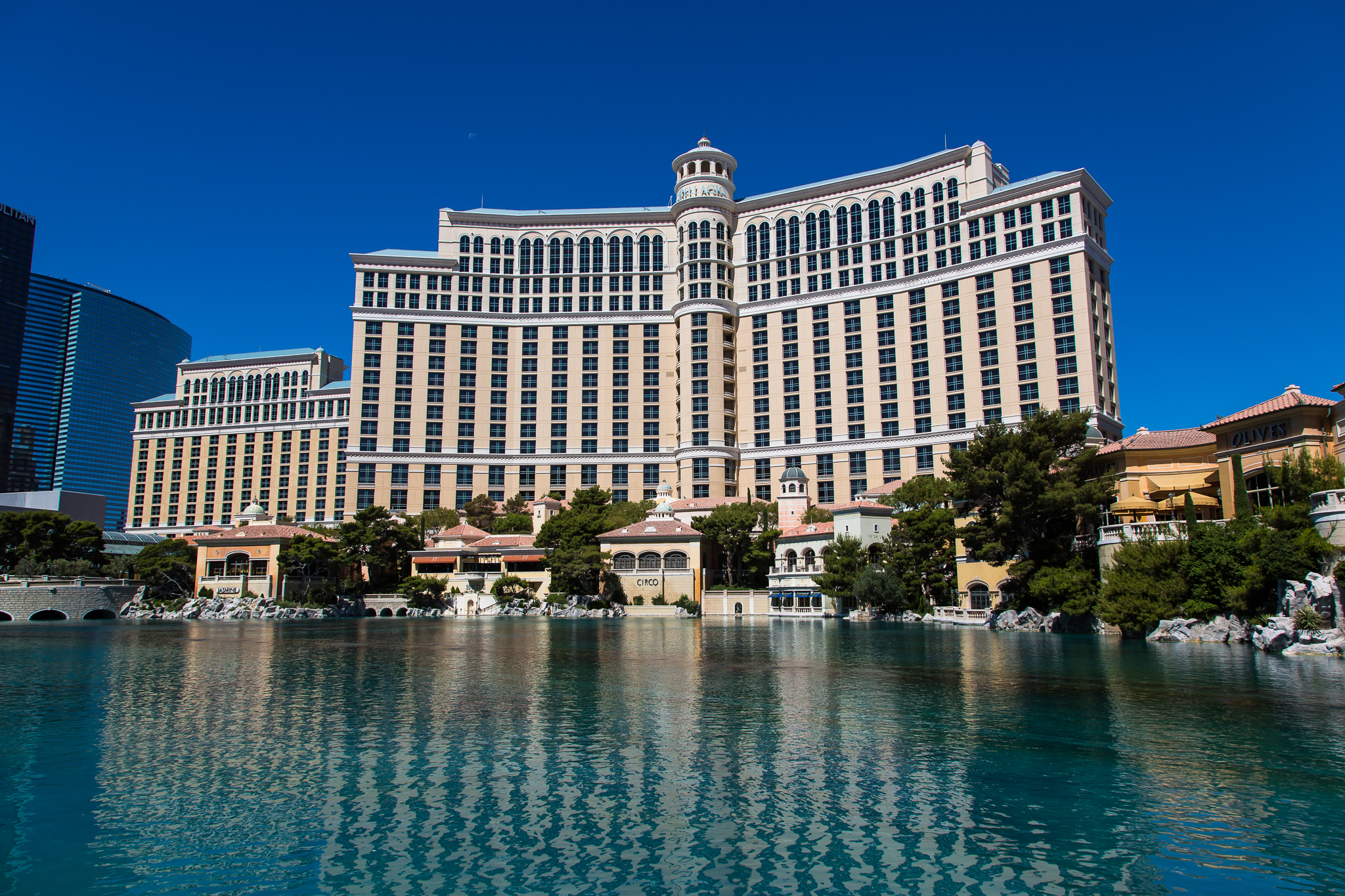
A Bellagio hotel tornyai
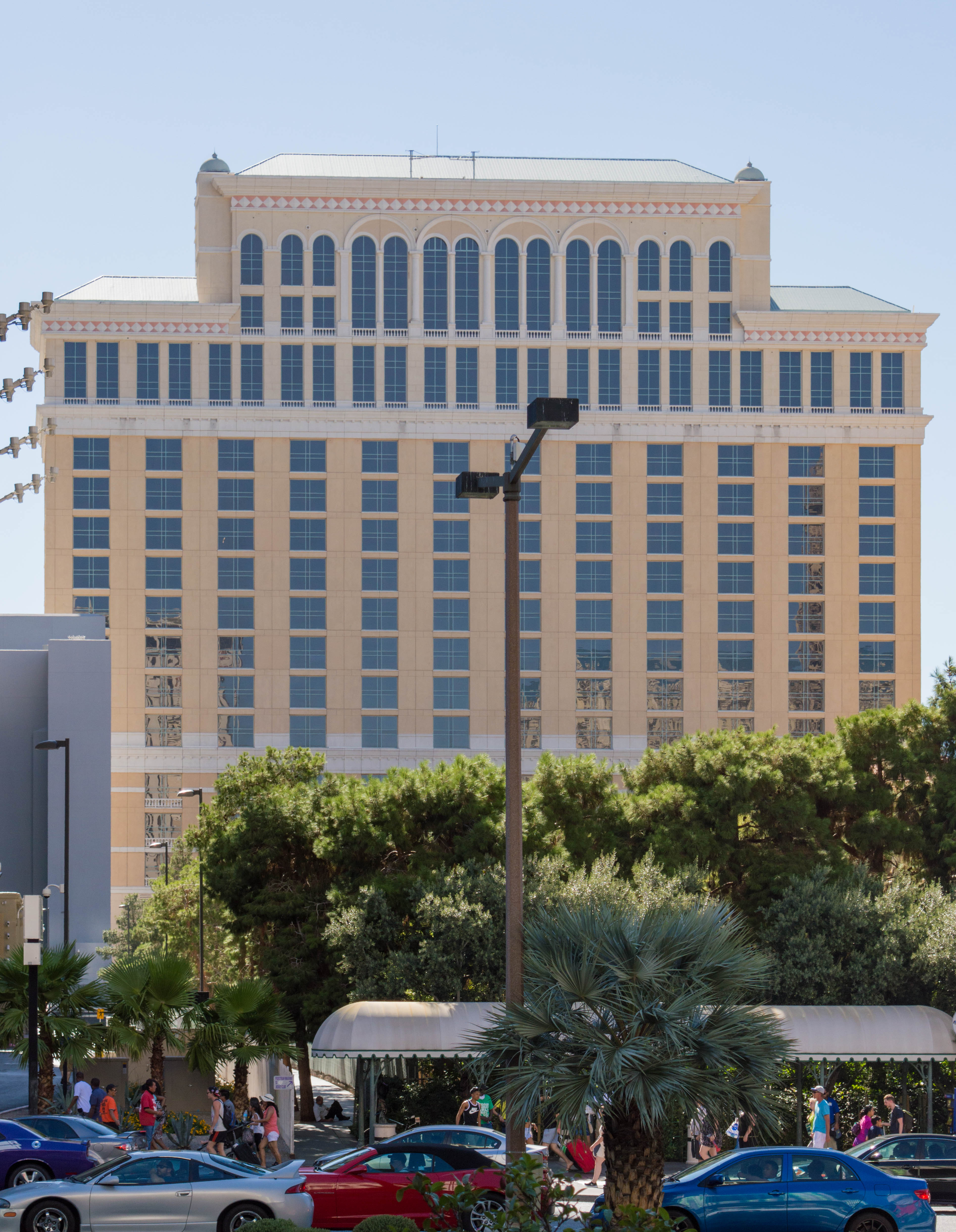
Spa Tower, a Las Vegas Stripről nézve
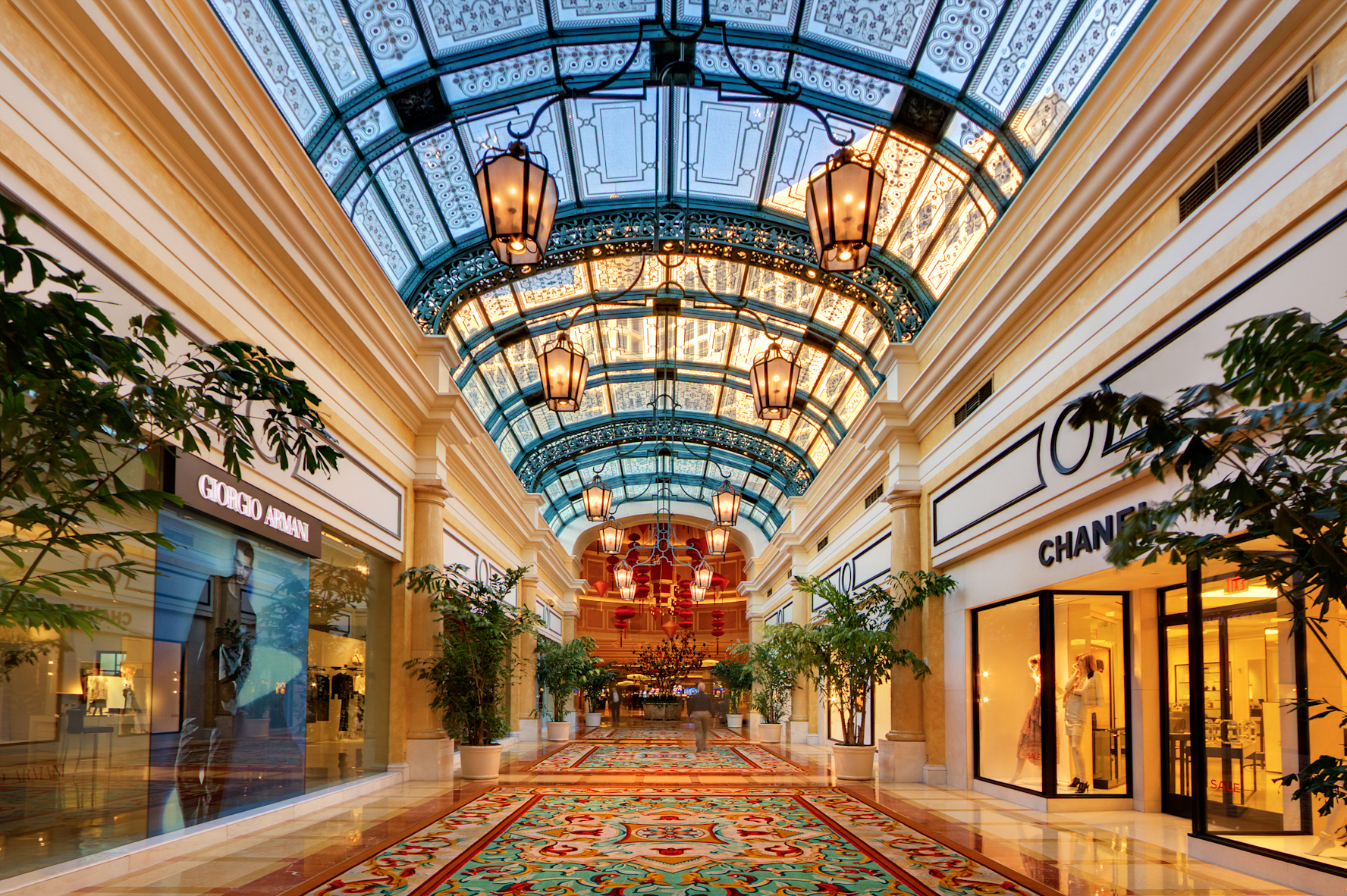
Via Bellagio-üzletek
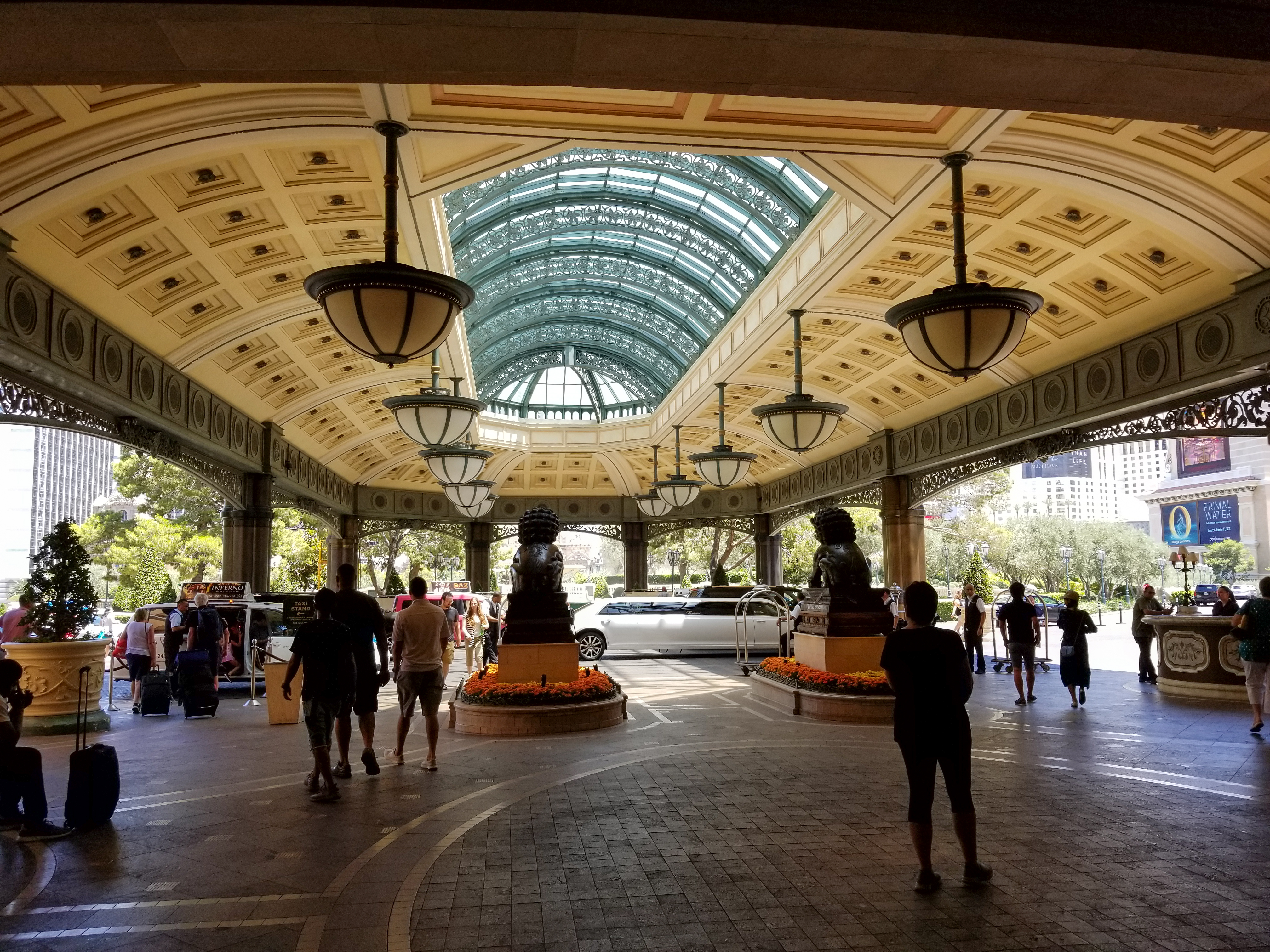
Kocsiáthajtó a bejárat előtt
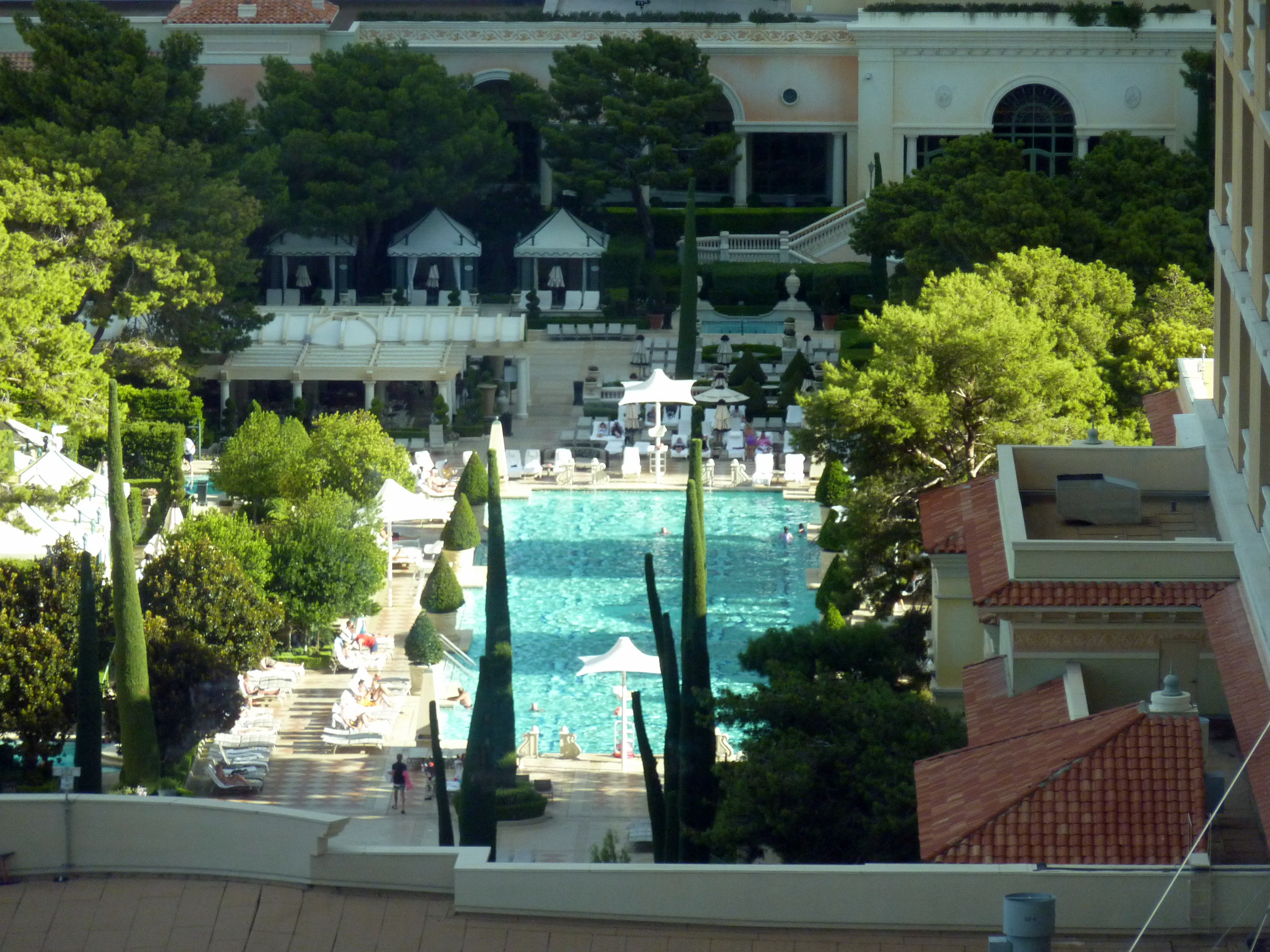
Medence részleg
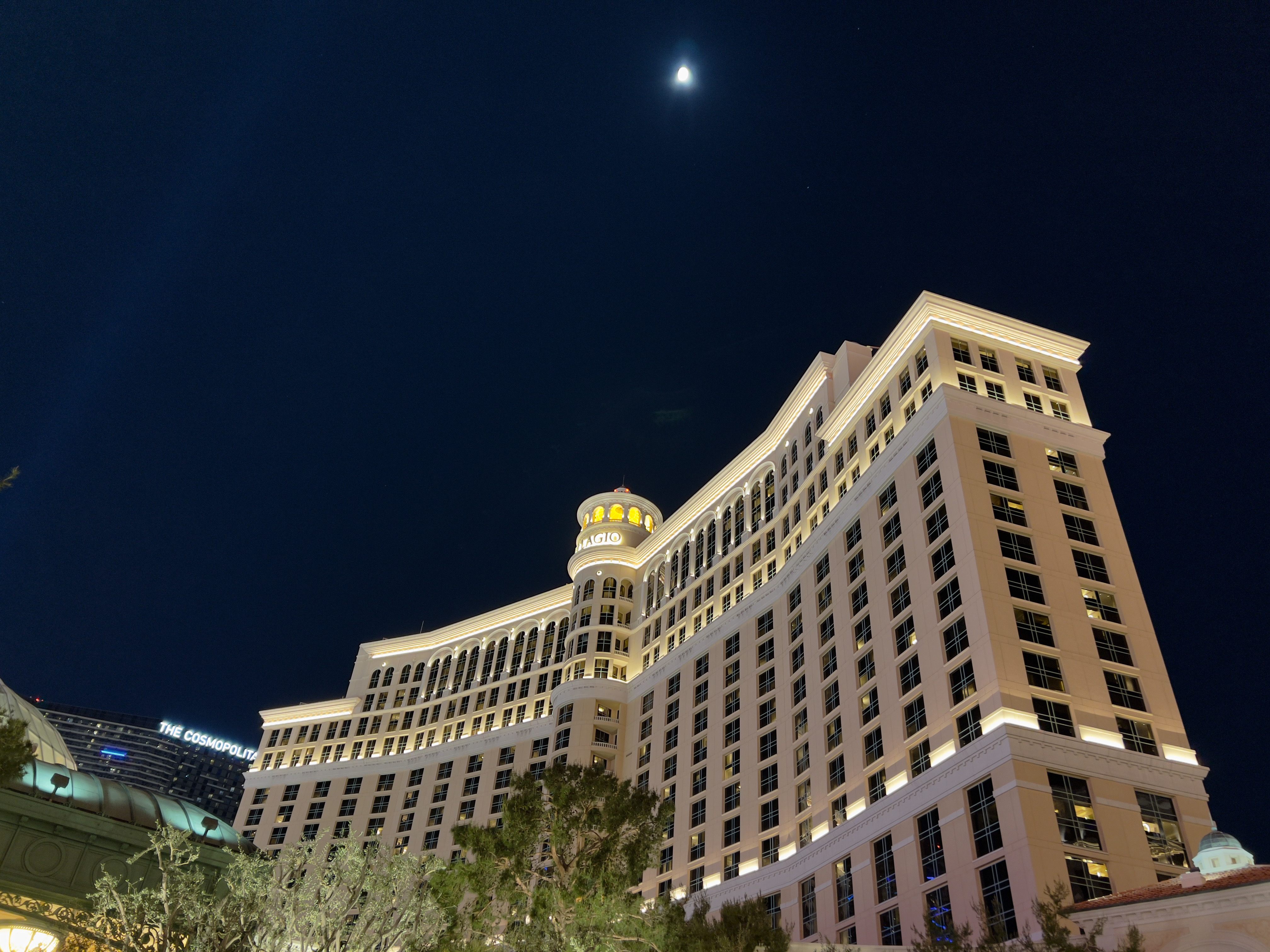
A főtorony éjszaka
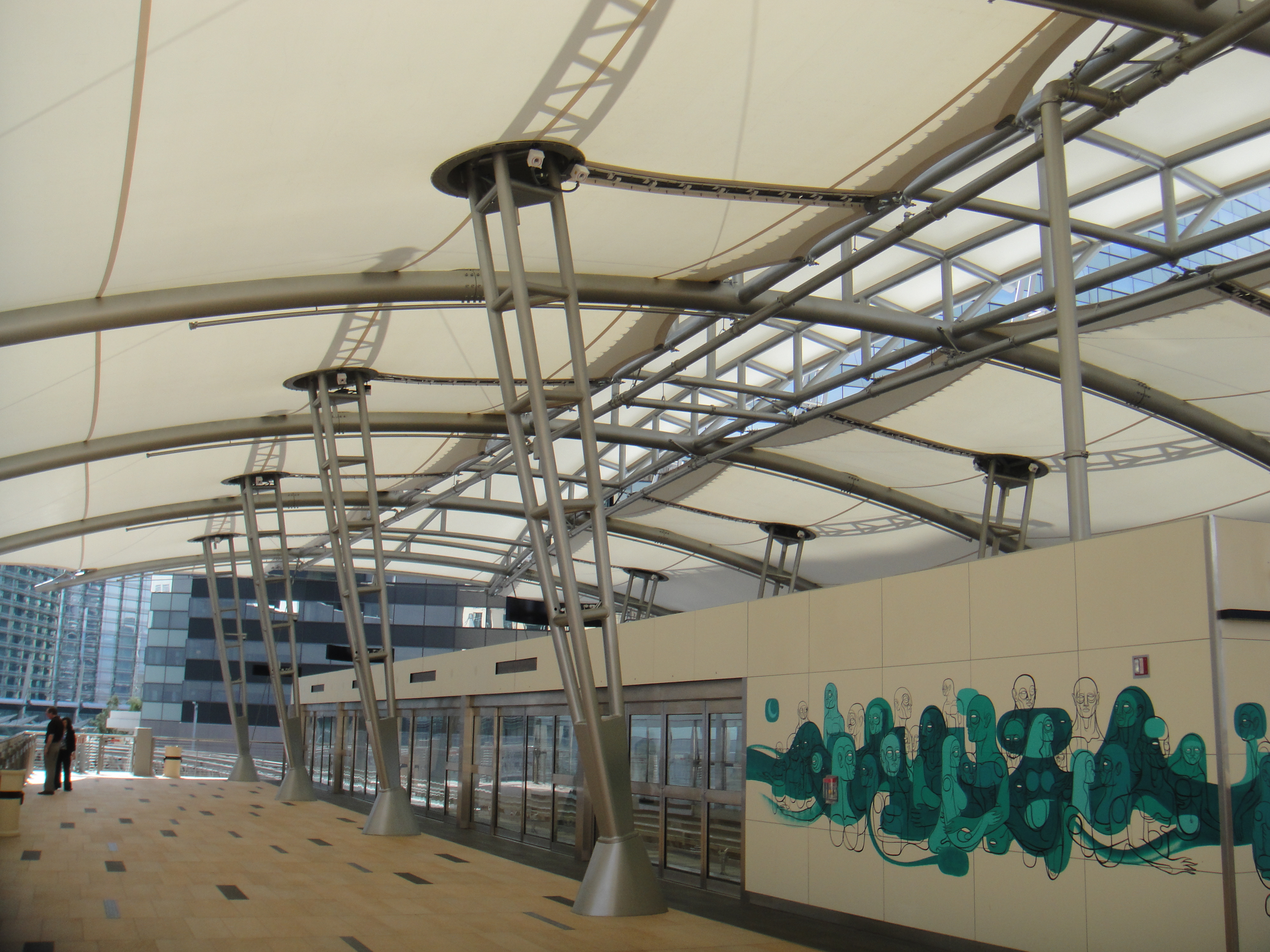
A Bellagio állomás az Aria Express vonalán, amely a környező szállodákat köti össze

## Fordítás
- Ez a szócikk részben vagy egészben  a   Bellagio (resort) című angol Wikipédia-szócikk fordításán alapul.  Az eredeti cikk szerkesztőit annak laptörténete sorolja fel. Ez a jelzés csupán a megfogalmazás eredetét és a szerzői jogokat jelzi, nem szolgál a cikkben szereplő információk forrásmegjelöléseként.